# Danh sách nhân vật trong Jigoku Shōjo
Jigoku Shoujo (tiếng Nhật: 地獄 少女) là một anime nhiều tập được sản xuất bởi Studio DEEN và Aniplex. Đề cập đến sự tồn tại của các thế lực siêu nhiên, có thể cho phép một người có thể đẩy một người khác xuống địa ngục thông qua dịch vụ của một cô gái có vài trò bí ẩn cùng với các phụ tá của mình, những người đang cung cấp dịch vụ đó.
Dưới đây là danh sách các nhân vật trong bộ phim này.

## Nhân vật

### Nhân vật chính
Ai Enma (閻魔 あい Enma Ai)
Lồng tiếng bởi: Mamiko Noto
Jigoku Shoujo tên thật là Enma Ai.
Là nhân vật chính xuyên suốt toàn bộ series, cũng có thể được coi là vai nữ phản diện chính. Với một mái tóc thẳng dài đen được cắt ngang trán phía trước, một đôi mắt màu rubi đỏ và một làn da nhợt nhạt, cô là một linh hồn có một quá khứ đầy bi kịch, sống trong ngôi làng mà thời gian bị đóng băng vào một buổi hoàng hôn vĩnh cửu cùng với bà của mình. Luôn xuất hiện thường trực bên cạnh chiếc máy tính của Ai là ba con hình nhân (thực ra đó chính là 3 trợ lý của Ai). Với chiếc máy tính cũ kĩ trong căn nhà nhỏ củ mình, Ai có thể nhận tên từ khách hàng đang sử dụng website, và thực việc trả thù cho họ. Bình thường thì cô mặc một bộ đồng phục nữ sinh màu đen, nhưng lại luôn luôn mặc một bộ Kimono đen có hoa văn hình hoa lá khi thực hiện việc trả thù cho khách hàng của mình. Nhưng những hoa văn trên bộ kimono của Ai luôn thay đổi theo từng phần, nhất là phần 3, thay vì hoa, hoa văn là những món đồ chơi. Mỗi khi giao ước được thực hiện, sau khi mục tiêu trải qua những ảo giác khủng khiếp, cái mà lật mặt mọi hành động xấu xa và tội ác của chính họ, Ai xuất hiện để kết tội họ và trước khi đưa họ đến bản án vĩnh viễn, cô thường nói những câu sau:
Yami ni madoishi awarena kage yo (闇に惑いし哀れな影よ Yami ni madoishi awarena kage yo)
Hito o kizutsuke otoshimete (人を傷つけ貶めて Hito o kizutsuke otoshimete)
Tsumi ni oboreshi gō no tama (罪に溺れし業の魂 Tsumi ni oboreshi gō no tama)
Ippen... shindemiru? (一遍... 死んで見る？ Ippen... shindemiru?)
Ai bắt đầu công việc của mình như là một Jigoku Shoujo bởi chính hành động trả thù dân làng nơi cô sống, những người đã quyết định hi sinh tính mạng cô như là một phần trong phong tục tín ngưỡng của họ. Đôi mắt của cô, vốn có màu nâu sâu thẳm, đã chuyển thành đỏ ngay khi Sentarou (người bạn từ thời thơ ấu, người đã vượt qua áp lực của dân làng để giữ lại mạng sống cho cô) đổ xẻng đất đầu tiên để chôn sống cô. Cô đã đội mồ sống dậy và trả thù mọi người trong cơn thịnh nộ của mình, đốt mọi thứ thành tro bụi. Cô đã bắt đầu công việc làm Jigoku Shoujo suốt 400 năm sau khi sự việc xảy ra. Con nhện, sau này được biết chính là Chúa tể của Địa Ngục, ban cho cô một cuộc sống vĩnh cửu mới và làm một giao ước với cô; để có được điều đó, cô không được phép đặt chân vào địa ngục mà chỉ được bước đến ranh giới của địa ngục, hành động như là một người chuyên đi trả thù cho sự thù hận của người khác. Để thực hiện những việc này, Chúa tể của Địa Ngục yêu cầu Ai rũ bỏ mọi thù hận trong lòng, vô cảm đối với những người bị đưa xuống địa ngục và trước những sự việc đang xảy ra trước mắt. Nếu cô không chấp nhận hình phạt đó, linh hồn của những người mà cô yêu quý sẽ phải lang thang vĩnh viễn trong địa ngục. Không còn lựa chọn nào khác, Ai chấp nhận giao ước với Chúa tể của Địa Ngục và trở thành Jigoku Shoujo.
Mặc dù công việc mà Ai đang làm được xem như là để chuộc tội, nhưng không ai có thể biết được khi nào cô được giải thoát khỏi nó. Wanyūdō để ý thấy Ai vẫn còn những cảm xúc, dù vậy, cô không biểu hiện nó ra bên ngoài, đó cũng chính là mệnh lệnh của Chúa tể của Địa Ngục dành cho Ai. Tuy nhiên, những ký ức mà Shibata gợi lại trong cô đã khiến cô nổi giận. Khi nổi giận, Ai có thể tấn công mọi thứ bằng một luồng khí năng lượng đen, cũng như khi cô tạo ra những ảo ảnh hay teleport. Cô còn có khả năng cho người khác nhìn thấy tương lai của mình, như khi cô cho Yuzuki nhìn thấy tương lai của mình trong tập 16 (phần Mitsuganae). Dù vậy, khả năng đó của cô cũng bị giới hạn phần nào, bởi cô không thể dực đoán được cuộc chạm trán với Hell Boy, Gill du Ronfell.
Trong phần 2, Ai biểu hiện nhiều cảm xúc và năng động hơn, sẵn sàng tác động tới "khách hàng" và "nạn nhân" của mình. Cô thậm chí còn giơ 2 ngón tay chữ V (Victory) trước mặt nạn nhân như một sự giễu cợt trước việc "nạn nhân" bị "kết án". Cô còn bị bắt gặp khi đang đọc tạp chí thời trang trong lúc các phụ tá của mình theo dõi "khách hàng", và bộc lộ sự lo lắng cho người mẹ, người sẵn sàng tự kết thúc cuộc đời mình để con mình không đẩy mình xuống địa ngục, cũng như khi chứng kiến sự tuyệt vọng của Takuma Kurebayashi sau khi bị khủng bố tinh thần, Ai đã lấy lại được cảm xúc trước những hành động sai trái của mình và thách thức cả Chúa tể của Địa Ngục, và bị trả về thân xác người thường của cô trước khi chết, và bị giết sau đó, khi cô cứu Takuma khỏi những người cố giết cậu. Sau sự hi sinh của Ai, thân xác cô hóa thành những cánh hoa anh đào và tan biến vào hư không.
Trong đoạn đầu phần 3, Ai nhập vào thân xác của một cô gái khác, Yuzuki, trong vài trường hợp, Ai có thể điều khiển Yuzuki.. Cuối cùng, Ai cũng được giải thoát trong lễ hội đèn lồng lần thứ 6 tại quê nhà cô, nơi mà cánh cổng dẫn đến địa ngục nhất thời được mở cho phép Ai thoát ra khỏi thân xác Yuzuki. Ai còn cho Yuzuki biết chính cô là người được sắp đặt thay thế cho Ai để trở thành Jigoku Shoujo tiếp theo. Ai biến mất ngay sau khi Yuzuki trở thành Jigoku Shoujo. Nhưng cuối cùng, Ai cũng trở lại để tiếp quản vị trí Jigoku Shoujo một lần nữa để cứu Yuzuki khỏi bị đẩy xuống địa ngục.
Wanyūdō (輪入道)
Lồng tiếng bởi: Takayuki Sugo
Wanyudo là phụ tá số 1 của Ai, ông là người có thể biến thành một con búp bê màu đen bằng cách sụp cái mũ đang đội xuống (Trong phần 1, Ai thường sử dụng ông nhiều hơn Ren và Onna). Trong phần lớn thời gian, ông xuất hiện với hình dáng 1 ông già có đôi mắt hầu như khép, đội chiếc mũ của 1 người câu cá và mặc 1 bộ đồ theo phong cách của người Nhật cổ. Ông thường trở thành 1 cỗ xe với những chiếc bánh xe lửa chở Ai đi khi cô đến thế giới loài người để đem 1 linh hồn nào đó đi. Cỗ xe đó mang trên mái biểu tượng ngọn lửa đen giống với những cái mà xuất hiện trên ngực những người đã có giao ước với Ai. Mặc dù xuất hiện với 1 phong cách nhẹ nhàng, yếu ớt, Wanyudo có kĩ năng chiến đấu rất lớn với khả năng ném lựu đạn và trình diễn những ngón nghề điêu luyện của mình chính là sức khỏe siêu phàm. Wanyudo, cái tên này cũng xuất phát từ một yōkai cùng tên, có nghĩa là "bánh xe có thể đi trên mọi con đường", ông cũng thừa nhận rằng nó bắt nguồn từ biểu tượng bánh xe lửa. Trong tập 12 ở phần 2, tác giả cho ta thấy Wanyudo từng là lái xe ngựa cho một công chúa, nhưng 1 sai lầm của ông khiến mọi người rơi xuống vực và chết. Sự hối tiếc khiến ông cũng trở thành 1 yêu quái (yōkai) để đe dọa con người trong hình dạng chiếc bánh xe lửa với khuôn mặt dữ tợn. Cho đến khi gặp Ai và cô đã mời ông tham gia với cô như 1 người bạn đầu tiên. Với sự giúp đỡ của Enma, ông đã có thể biến hình trở lại thành người. Wanyudo sống trong yên bình như một người bình thường sau khi Ai chết vào cuối phần hai, nhưng lại sớm bị Kikuri triệu tập để trở lại làm phụ tá của Ai. Vào cuối phần ba, ông đi với trợ lý mới nhất của Ai, Yuzuki, nhưng sau đó lại đi với Ai sau cô khi trở lại làm Jigoku Shoujo.
Ren Ichimoku (一目 連 Ichimoku Ren)
Lồng tiếng bởi: Masaya Matsukaze
Ichimoku Ren là phụ tá thứ hai của Enma, anh ta có thể xuất hiện dưới hình dạng 1 anh chàng đẹp trai. Anh ta có khả năng hiện ra một con mắt rất lớn, nhìn được mọi nơi, nó có thể nhìn vào bên trong những căn nhà thông qua những bức tường. Nó còn được dùng như 1 vũ khí, bằng cánh phát ra ánh sáng chói lóa. Khi cần, Ren trở thành một con búp bê rơm màu xanh bằng cách hôn cái dây chuyền anh đeo. Anh còn có tên khác là "Moku" hay "Ichimoto Ren". Kiếp trước anh là tsukumogami, 1 linh hồn sống trong 1 thanh kiếm (katana). Hình dạng bây giờ là do Ai trao cho, sau khi tìm thấy anh bị bỏ rơi ở chiến trường. Từ đó, anh ngày càng trở nên thân thiện. Ai tuyên bố muốn mời Ren tham gia cùng cô ấy, vì cô nhận ra có cái gì đó mà Ren đang muốn tìm kiếm. Ren thỉnh thoảng lộ rõ sự bất lực khi cố tìm hiểu những thứ mà con người làm. Một vài lời nhận định của Ren cho thấy cái mà anh đang tìm chính là tình bạn, để bù đắp lại cảm giác trống rỗng khi anh đã tồn tại như 1 thanh kiếm chỉ biết chém giết. Nhìn bề ngoài, có vẻ như Ren đã cải thiện tình cảm với đồng nghiệp của anh, và xem họ như gia đình. Ren sống một cuộc sống yên bình như những người bình thường khác giữa phần một và phần hai của phim. Đó là một quãng thời gian ngắn trước khi anh được Kikuri triệu tập để trở lại làm trợ lý của Ai. Ren hoạt động trong lốt của một giáo viên khoa học tại trường của Yuzuki vài lần trong khi tìm hiểu về những khách hàng có xuất hiện ở trường. Trong phần cuối của phần ba, khi Yuzuki trở thành Jigoku Shoujo, anh và Hone điều tra tại sao Tsugumi là rời khỏi thị trấn. Họ nghi ngờ đó là vì Hajime và bởi Tsugumi đã không thể cứu Yuzuki. Anh trở lại làm phụ tá cho Ai sau khi cô thế chỗ cho Yuzuki và trở lại làm Jigoku Shoujo.
Hone Onna (骨女 Bone Woman)
Lồng tiếng bởi: Takako Honda
Hone Onna là phụ tá thứ ba của Enma, cô có thể xuất hiện dưới hình dáng 1 phụ nữ xinh đẹp trong bộ kimono với 1 dây lưng thêu (obi) thắt đằng sau như 1 geisha, cô không thích bị gọi là "Old lady"("Bà già"). Khi cần, cô trở thành một con búp bê màu đỏ bằng cách tung cái thắt lưng quấn quanh cổ. Khi đi với Ren, họ cùng tìm những người đã có giao kèo hay hận thù trở lại. Cô thường xuyên xâm nhập xã hội con người trong những bộ đồ thường để tìm kiếm các cảnh ngộ bất hạnh cần được giúp đỡ để đưa kẻ ác xuống địa ngục, cô đôi lúc còn dùng biệt danh khác của mình là "Sone Anna". Cái tên Hone Onna cùn bắt nguồn từ một yōkai cùng tên. Trong vài trường hợp, cô có thể phóng dao (kunai) để tự bảo vệ mình. Cô sử dụng chúng thành thục như 1 ảo thuật gia. Cô có khả năng khéo léo như 1 diễn viên uốn dẻo, điều đó cho phép cô có thể nén mình vào những ngóc ngách rất nhỏ. Cô còn có thể để lộ bộ xương của mình nhằm dọa đối tượng của họ (tên Hone Onna có nghĩa là bộ xương của phụ nữ). Trong tập 8, tác giả có giới thiệu là cô đã 200 tuổi. Kiếp trước cô có tên là Tsuyu. Tsuyu bị người đàn ông mình yêu lừa bán cô cho 1 nhà chứa Geisha để trả món nợ của riêng hắn. Sau đó cô lại bị phản bội bởi 1 cô bạn thân là Kion (người đã cùng cô và người đàn ông thực sự yêu cô trốn thoát khỏi nhà chứa Geisha). Tsuyu đã cố giúp Kion trốn thoát, nhưng cô này lại báo cho 1 tên samurai. Tsuyu bị giết và ném xác xuống sông. Linh hồn của người đàn ông thực sự yêu cô hoà nhập vào linh hồn của cô để biến thành 1 yêu quái (yōkai), là Hone Onna trong hình dáng mà Ai gặp sau này. Hone cũng sống cuộc sống của người bình thường sau khi Ai chết vào cuối phần hai. Đó cũng là một quãng thời gian ngắn trước khi Kikuri triệu tập cô để trở lại làm phụ tá của Ai. Trong phần cuối của phần ba, khi Yuzuki trở thành Jigoku Shoujo, cô và Ren điều tra tại sao Tsugumi là rời khỏi thị trấn. Họ nghi ngờ đó là vì Hajime và bởi Tsugumi đã không thể cứu Yuzuki. Cô trở lại làm phụ tá cho Ai sau khi cô thế chỗ cho Yuzuki và trở lại làm Jigoku Shoujo.
Bà của Ai (あいの祖母 Ai no Sobo)
Lồng tiếng bởi: Eriko Matsushima
Là người gần như không bao giờ xuất hiện. Trong bộ phim, ta chỉ thấy bà xuất hiện bằng cái bóng 1 người phụ nữ đang xoay tơ in trên cánh cửa giấy trong phòng Ai. Bà chỉ nói chuyện với Ai, và cho cô những lời khuyên, báo cho cô biết là có "khách hàng" mới hay "khách hàng" đã rút sợi dây đỏ, và chuẩn bị nagajuban cho Ai. Bà thỉnh thoảng hay la rầy Kikuri và từng 1 lần nói chuyện với Hajime để thỏa thuận đưa anh ra khỏi thế giới Hoàng hôn với sự thiện chí. Có một người duy nhất làm nhân chứng thú nhận rằng đã nhìn thấy bà chạy đi trong sự hốt hoảng (ngụ ý rằng sự xuất hiện của bà có thể khác biệt với những người khác). Và cuối cùng thì bà cũng đã tự tay đưa tin nhắn của Ai cho 3 người trợ lý của cô.
Con nhện (人面蜘蛛 Jinmen Gumo)
Lồng tiếng bởi: Hidekatsu Shibata
Là con nhện màu kì lạ với ba con mắt trên bụng. Luôn xuất hiện ở Thế giới Hoàng Hôn, nơi mà Ai cùng bhững người phụ tá của mình cư trú giữa các nhiệm vụ. Con nhện có vai trò như là tay sai cho một con sứa khổng lồ luôn quan sát con thuyền chở linh hồn xuống Địa ngục của Ai. Nó nói với giọng của một người đàn ông và có vẻ như là cấp trên của Ai, nó sẽ tuyên bố kết án Ai sau khi cô ấy giết người ở làng của cô. Nó yêu cầu giữ linh hồn cha mẹ cô để giữ thái độ tốt của cô. Nếu Ai không làm công việc thì họ sẽ đưa cô đi, họ sẽ đi lang thang mãi mãi. Nó đã một lần thể hiện khả năng điều khiển con thuyền chở linh hồn của Ai và cố cầm giữ cô nhưng không được sau khi cô đã nổi giận và tự mình trừng phạt 2 cha con Shibata. Ai đã thoát ra và trở nên quá mạnh để có thể giữ cô mà cô không chấp thuận. Con nhện cũng không thích cũng như không tin các phụ tá của Ai, người mà nó không bao giờ nói chuyện. Trong tập cuối của phần 2, Wanyudo đã nhận ra nó chính là chúa tể của địa ngục. Trông có vẻ như con nhện đã có kế hoạch làm Ai nhớ lại địa vị của mình lúc cô chết để xem thái độ của cô với người đàn ông trong tim cô. Có vẻ như chỉ có vật hiến tế của Ai mới có thể cứu cô và gia đình mình khỏi cuộc chiến tàn khốc mà con nhện đã bày ra cho họ.
Kikuri (きくり)
Lồng tiếng bởi: Kanako Sakai
Xuất hiện trong phần 2, dưới lốt một cô bé nhí nhố, bí ẩn, nhưng thật ra chính là con nhện, cũng là Chúa tể Địa ngục. Một số người nói rằng cô cũng tương tự như Nemesis (thần thoại) trong tiếng Hy Lạp là nữ thần của hận thù. Cô có thể lang thang giữa cõi chết và thế giới hoàng hôn của Ai, đôi khi hay quấy rối Ai và là bạn đồng nghiệp của Ai, ví dụ: cô đã từng đem một con người vào thế giới hoàng hôn của Ai như một trò đùa tinh nghịch. Trong những cái trái ngược với Ai, ccó 1 đôi mắt tím và có thái độ khác xa với tính cách trẻ con của Ai. Cô từng nói rằng cô thích Ai. Đôi lúc những hành động của cô trong việc sử dụng sức mạnh cho thấy cô luôn muốn tạo ra những sự tàn phá khủng khiếp nhất cùng nỗi sợ tột đỉnh. Thỉnh thoảng, cô trông rất vui sướng khi dẫm nát những bông hoa hay phá hủy những thứ mà Ai quan tâm. Cô đã từng trình diễn khả năng tuyệt diệu với chiếc đai thắt lưng bằng việc bắt và đánh mục tiêu một cách thuần thục. Mặc dù cô luôn quậy phá một cách vô tư nhưng cô vẫn nghe lời của Ai và chỉ một mình Ai. Điều này được chứng minh khi cô cố phá cái quay tơ của bà của Ai, mặc dù bà phản đối kịch liệt, cô chỉ dừng lại khi Ai bảo. Có 1 sự thật rõ ràng rằng cô xuất hiện để thể hiện sự tàn phá tiềm tàng bên trong, cô đã lấy đi nhiều thứ của Ai và Ai cô đơn. Trong tập cuối của phần 2, sau cái chết của Ai và sự giải thoát của người Ai yêu mến, Kikuri chèo thuyền và nói: "Mọi chuyện đã kết thúc... đó là câu trả lời của Ai... làm tốt lắm! ". Trong khi đó, cô nhìn vào quả anh đào nhỏ nằm trên chiếc thuyền mà Ai đã từng dùng để đưa những người khác xuống địa ngục.
Yamawaro (山童)
Lồng tiếng bởi: Hekiru Shiina
Là một sinh vật kinh khủng xuất hiện trong phần 3, có vẻ ngoài là một cậu bé, đồng thời có thể biến thành một con búp bê rơm màu vàng. Trong hình dáng con người, cậu tự gọi mình là Huang (黄). Thường có một phong thái trầm tĩnh và nhẹ nhàng, không nhiều người biết về cậu ta. Cậu đi theo Kikuri bởi một thỏa ước đã ký trong thế giới thực, và gọi Kikuri là công chúa. Tên của cậu được xuất phát từ tên của một sinh vật núi huyền thoại ở trong Kyushu từ Gazu Hyakki Yakō một cuốn sách minh họa quỷ của dân gian Nhật. Trong tập 6 /Mitsuganae ám chỉ rằng Yamawaro có thể điều khiển mọi đối tượng. Trong tập 17 của "Mitsuganae", có cơ sở cho thấy rằng tên của cậu nắm giữ một số chân lý. Cậu là một cậu bé thuộc về những con quỷ đi lang thang quanh ngọn núi, nhưng khi nào cậu được nhìn thấy bởi con người, cậu đều trông như một đống nấm biết đi. Dường như trước khi tham gia Jigoku Shoujo, cậu luôn dõi theo một gia đình theo tên của Ashiya. Hikaru con trai của họ đã đi mất tích nhiều năm trước, cha của gia đình là một nhà khoa học đang cố gắng để có được sự sống vĩnh cửu. Yamawaro bước vào như là con trai của họ. Bà Ashiya nhận cậu mà không hề có một chút băn khoăn, loc lắng. Ông Ashiya biết rằng Yamawaro rõ ràng không phải con người, đvà đã sử dụng Yamawaro vào cho thí nghiệm "Đông trùng hạ thảo" của mình cái mà đối với ông vẫn còn là điều bí ẩn. Ông biện hộ cho hành động đó là để cứu cuộc sống của vợ ông. Sau khi hiểu ra mọi việc, bà Ashiya đuổi Yamawaro đi, hy vọng có thể cứu cậu khỏi làm vật hi sinh cho cuộc sống của chính bà. Bà liên lạc với Hell Correspondence để trả thù chồng, bà gọi đó là "sự báo thù của Hikaru". Mặc cho Yamawaro van xin, bà vẫn rút dây. Yamawaro đứng nhìn dinh thự của Ashiya tan vào đám sương mờ, bà Ashiya đứng trong đó và ôm thứ gì trông như là một cậu bé. Đó chính là bước ngoặt cuộc đời của Yamawaro. Sau khi Yuzuki trở thành Jigoku Shoujo, cậu và Kikuri chỉ đơn giản đi bộ. Cậu không được thấy lại mãi cho đến khi Kikuri bị Chúa tể Địa ngục triệu tập, cậu trở lại và giúp Yuzuki thoát khỏi bàn tay của Chúa tể Địa ngục bằng một vụ nổ siêu nhiên. Cậu lại trở lại làm phụ tá của Ai trong phần cuối của phần 3.

### Những nhân vật thường xuất hiện
Hajime Shibata (柴田 一 Shibata Hajime)
Lồng tiếng bởi: Yuji Ueda
Là con cháu của cậu Shibata bạn của Enma Ai 400 năm trước. Anh là nhà báo nổi tiếng nhờ tìm được những bức thư "đen" nổi tiếng về các vụ xì căng đan. Anh ta bắt đầu tìm hiểu những lời đồn về trang web của địa ngục chỉ đơn thuần là cảm thấy thú vị về nó. Nhưng nó dần trở thành gánh nặng và Hajime chắc rằng nó không chỉ là 1 lời đồn đơn thuần và đã có nhiều người bị đưa xuống địa ngục. Không những thế, con gái anh là Tsugumi còn có 1 mối liên hệ thần bí với Ai, điều đó cho phép cô bé nhìn thấy những gì Ai thấy. Anh xuất hiện trong phần 2 như là người viết một cuốn sách nói về tiểu sử của Ai.
Tsugumi Shibata (柴田 つぐみ Shibata Tsugumi)
Lồng tiếng bởi: Nana Mizuki
Con gái của Hajime. Cô bé nhìn thấy Ai 1 lần, từ đó, cô bé có 1 mối liên hệ đặc biệt với Ai và bắt đầu thấy những thứ Ai thấy. Về sau cô bắt đầu phải làm những việc bất đắc dĩ mặc dù cô không muốn để giúp bố cô ngăn chặn Ai. Cô bé xuất hiện ở phần 2 trong vai trò cung cấp thông tin về Ai cho những người muốn tìm hiểu. Cùng lúc đó, cô bé như lại có mối liên hệ với Kikuri trong những tập cuối của phần 2.
Ayumi Shibata (柴田 あゆみ Shibata Ayumi)
Lồng tiếng bởi: Hitomi Nabatame
Là người vợ quá cố của Hajime. Cô được Hajime bù đắp cho khoảng thời gian anh không có ở nhà bằng những khoản tiền lớn anh kiếm được nhưng, anh ta đã nhầm. Trong sự cô độc ấy, cô bắt đầu gặp gỡ 1 người say mê chính trị và việc ấy bị Hajime phát giác. Sau đó, anh ta nổi giận và đuổi cô khỏi nhà không cho gặp mặt con gái lần cuối. Quá đau khổ, cô bỏ chạy và gặp tai nạn trên đường rồi chết. Hajime vẫn giữ đôi bông tai của cô. Anh ta đã vô cùng hối hận và tự trách bản thân nếu anh không làm điều đó và tin tưởng cô thì cô đã không chết.
Takuma Kurebayashi (紅林 拓真 Kurebayashi Takuma)
Lồng tiếng bởi: Ayumi Fujimura
Là 1 cậu bé xuất hiện ở phần 2. Cậu bắt đầu nghĩ rằng mình là cậu bé đến từ bóng tối như Ai lúc cô còn sống. Bởi vì những người đang chuẩn bị hãm hại cậu đều bị gửi xuống địa ngục ngay lúc đó (thực ra là đã có người ngầm giúp đỡ cậu nhưng cậu không biết). Cậu đã 1 lần định nhờ Ai gửi 1 người (kẻ đã giết mẹ cậu) xuống địa ngục nhưng cậu đã nghĩ lại và trả lại con búp bê ngay sau khi nhận nó từ Ai. Trong tập cuối, Ai đã hy sinh bản thân để cứu Takuma thoát khỏi bị những người dân thị trấn giết. Nhưng sau đoạn kết của anime, nếu bạn tiếp tục xem sau mục credits, một cô gái nhận được tin nhắn của Jigoku Shoujo, chứng tỏ rằng Ai vẫn còn sống.
Yuzuki Mikage (御景ゆずき Mikage Yuzuki)
Lồng tiếng bởi: Satomi Sato
Là nhân vật xuất hiện lần đầu trong phần 3, cô là nữ sinh lớp 9 trường cấp hai thứ bốn của Saigawara. Mặc dù là một cô gái bình thường nhưng cô có mối quan hệ mật thiết với Hell Correspondence website. Trong một lần đang tắm trong bồn tắm, Ai hiện ra trước mắt và hôn cô một cách bất ngờ. Sau đó, Ai chiếm giữ và sử dụng thân xác cô như là lớp vỏ bọc để thực hiện những nhiệm vụ như là một Jigoku Shoujo. Khi có ai đó tìm đến Hell Correspondence, cô sẽ biến thành Ai để đưa nạn nhân xuống địa ngục. Giống như Tsugumi trong phần một, cô có thể nhìn thấy những người đã tìm đến Hellgirl, mặc dù rất nhiều người trong số họ không hề quen biết cô. Sau gần nửa phần 3, Ai tự giải thoát khỏi cô bé trong lễ hội đèn lồng lần thứ 6 tại quê nhà cô, nơi mà cánh cổng dẫn đến địa ngục nhất thời mở. Sau khi Akie bị đẩy xuống địa ngục, con mát của Yuzuki dường như chuyển sang màu đỏ trong một khoảnh khắc, báo trước những sự kiện trong tương lai. Sau khi Akie bị đẩy xuống địa ngục, cô bé cố gắng can ngăn những người khác đẩy "kẻ thù" của họ xuống địa ngục. Mặc cho vòng xoay của sự căm hận là điều hiển nhiên ở con người, là một phần của tự nhiên; cô bé vẫn không ngừng nghỉ. Kể cả sau khi được Ai cho thấy sự thật rằng không thể có cách nào khác để dừng chuyện đó lại, cô bé vẫn tiếp tục cố gắng. Sau đó, Ai tiết lộ rằng chính cô sẽ là Jigoku Shoujo tiếp theo. Tiếp sau đó, sự tồn tại của cô bé dần dần tan biến đi. Cô bé không thể liên lạc được với mẹ của mình cũng như không thể tìm lại những thứ xác định mình là ai (như chiếc thể học sinh của cô tan biến đi trong làn hơi mỏng). Thêm vào đó, cô phát hiện ra Tsugumi và những thành viên khác của Hell Correspondence là những người duy nhất có thể nhận ra cô là ai. Sau đó, Tsugumi bảo Yuzuki nên chấp nhận những gì đang diễn ra đối với chính mình, cũng như đối với chính cô đã từng làm khi tự biến mất khỏi thế giới trước đây. Toàn bộ cuộc sống trước đây của Yuzuki đã trở thành ảo tưởng. Yuzuki không thể chấp nhận sự thật này, cô chạy một cách tuyệt vọng về căn hộ của mình, nơi mà hiện ra trong tình trạng cực kì hoang tàn. Sau khi vào bên trong căn hộ, Yuzuki phát hiện bộ hài cốt của một đứa trẻ đang ôm vật một con vật. Ai xuất hiện cùng với Hell Correspondence, và xác thực rằng bộ hài cốt đó thực ra chính là Yuzuki. Ban đầu Yuzuki đã không tin vào điều này, nhưng sau khi Ai cho cô thấy rằng cô đã chết rất trẻ một thời gian ngắn sau khi mẹ cô qua đời. Sau khi Ai cho Yuzuki nhìn thấy quá khứ của chính mình, Yuzuki đã chấp nhận sự thật rằng số phận của cô là để trở thành Jigoku Shoujo. Cô đã khác lên mình bộ Kimono và đôi mắt của cô chuyển sang màu đỏ. "Khách hàng" đầu tiên của cô chính là cha của Akie, người đang bị Azusa căm hận, là cô gái đã đẩy Akie xuống địa ngục. Tuy nhiên, ông Takasugi nhận ra rằng mình không thể rút sợi dây. Yuzuki trở nên tức giận và quyết định tự mình trả thù Azusa bằng những sức mạnh mới có được. Việc trả thù này vừa xảy ra thì con nhện xuất hiện để ngăn Yuzuki lại, trừng phạt cô như là một Jigoku Shoujo, và đẩy cô xuống địa ngục như là sự trừng phạt cho việc hành động theo cảm tính. Yuzuki được cứu khỏi bị đẩy xuống địa ngục bởi Ai. Sau đó Ai đề nghị được thay thế Yuzuki để trở lại thành Jigoku Shoujo, và điều đó được sự chấp thuận của người đại diện của Ai.
Akie Takasugi (高杉 秋恵 Takasugi Akie)
Lồng tiếng bởi: Kanae Oki
Là bạn rất thân của Yuzuki từ thuở ấu thơ, cùng học lớp 9 trường cấp hai thứ bốn của Saigawara. Không giống như Yuzuki, Akie rất hoà đồng với mọi người. Cha cô là người đứng đầu sở cảnh sát Saigawara. Akie có một giáo viên dạy kèm riêng là Azusa, người giúp cô trong việc học tập. Sau khi Akie trở nên thân thiết với Azusa, Azusa đưa cô về về nhà của mình để giới thiệu cha của mình, người bị liệt và phải nằm liệt giường sau một vụ tai nạn giao thông, vụ mà cha của Akie đã ra lệnh không điều tra kĩ hơn). Akie nổi giận và chuyển ra khỏi nhà của cha mình, nhưng sau đó Azusa tiết lộ điều mà cô thực sự quan tâm, đó là ức hiếp Akie bằng một vụ hãm hiếp và dùng Hell Correspondence để đẩy cô xuống địa ngục nhằm giày vò cha của Akie. Azusa cuối cùng đà thực hiện điều đó ngay sau lễ hội đèn lồng lần thứ sáu diễn ra. Trong những tập sau đó, Akie trở lại trong vai trò là phụ tá cho Jigoku Shoujo mới, Yuzuki. Tập cuối cùng của phần 3 đã hé lộ rằng Akie thực sự vẫn ở dưới địa ngục, và chưa từng trở lại đẻ trở thành phụ tá của Yuzuki. Akie mà đã trở lại lại từ địa ngục và trở thành phụ tá của Yuzuki chính là một ảo ảnh do con nhện tạo ra để lừa Yuzuki cố gắng đẩy Azusa xuống địa ngục.